# ヨウ化亜鉛
ヨウ化亜鉛（ようかあえん、英: Zinc iodide）は亜鉛のヨウ化物で、化学式ZnI2で表される。

## 用途
放射線の遮蔽や、シモンズ・スミス反応などに用いられる。

## 性質
吸湿性と特異臭があり、光や空気と反応する。不燃性であるが、加熱により有害なフュームを生じる。眼や粘膜に対する刺激性があり、経口摂取した場合は吐き気や下痢などの症状が現れる。